# Roberta Sessoli

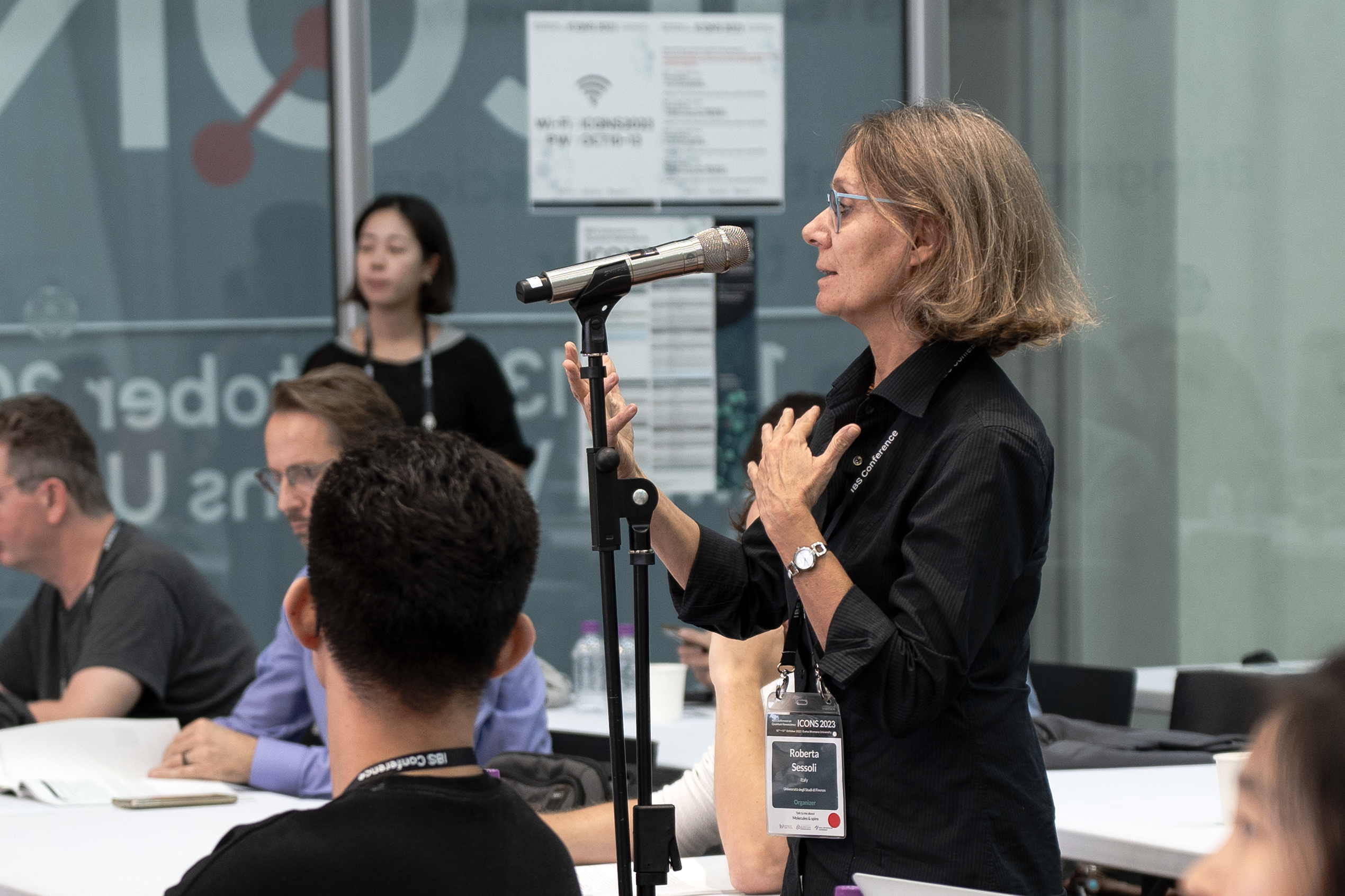
Roberta Sessoli (2023)

Roberta Sessoli (* 23. Juni 1963 in Florenz) ist eine italienische Chemikerin und Hochschullehrerin an der Universität Florenz. Sie gilt als eine der Pionierinnen auf dem Gebiet des magnetischen Bistabilität und des molekularen Magnetismus.

## Leben und Wirken
Sessoli studierte Chemie an der Universität Florenz, wo sie 1987 ihr Diplom erwarb. Anschließend widmete sie sich ihrer Promotion, die sie bereits molekularmagentischen Materialien widmete und 1992 an der Universität Florenz mit der in italienischer Sprache erschienen Schrift Materiali Magnetici Molecolari abschloss. Ab 1997 war sie assoziierte Wissenschaftlerin an der Universität Florenz, bis ihr 2000 dort eine außerordentliche Professur für Allgemeine und anorganische Chemie übertragen wurde. Seit 2012 hat sie an der Universität Florenz einen ordentlichen Lehrstuhl für Allgemeine und anorganische Chemie inne. Von 2013 bis 2018 war sie Mitglied des wissenschaftlichen Beirats des Leibniz-Instituts für Festkörper- und Werkstoffforschung in Dresden und von 2017 bis 2019 Mitglied des wissenschaftlichen Rates der Italienischen Chemischen Gesellschaft. 2017 wirkte sie als Gastprofessorin an der Universität Mainz und an der University of Otago. Seit 2019 ist sie Mitglied des strategischen Beirats der Helmholtz-Gemeinschaft Deutscher Forschungszentren. 2023 wurde Sessoli zum Mitglied in die Deutsche Akademie der Naturforscher Leopoldina gewählt. Im selben Jahr verlieh ihr die Universität Barcelona die Ehrendoktorwürde.

## Forschung
Sessolis Forschungsschwerpunkte liegen im Bereich der Koordinationschemie, des molekularen Magnetismus, magnetischer Resonanzen und der Quantenmaterialien und damit in der Schnittstelle zwischen Chemie und Physik zur Erforschung der magnetischen Bistabilität in Molekülen und den Quanteneffekten in mesoskopischen Materialien. Damit eröffnet sie ein neues Gebiet des Magnetismus und der Nanotechnologie. Ihre erste wegweisende Arbeit auf diesen Gebieten publizierte sie unter dem Titel Magnetic bistability in a metal-ion cluster bereits 1993 in der Fachzeitschrift Nature. Die Grundlagenforschung im Bereich der magnetischen niedrigdimensionalen molekularen Materialien, Ketten und Clustern führte zu der bahnbrechenden Entdeckung, dass sich einige wenige paramagnetische Metallionen in einem Molekül wie ein Magnet verhalten können. Diese Einzelmolekülmagnete haben ein neues Feld im Bereich des Nanomagnetismus eröffnet und wurde aufgrund vieler neuer grundlegender Quantenphänomene zu einer „Schule der Physik“. In praktischer Hinsicht eröffnen sich durch Sessolis Entdeckungen Einsatzmöglichkeiten der Einzelmolekülmagnete als ultra-miniaturisierte und magnetische Speichereinheit.
In ihrer jüngsten Forschung beschäftigt sie sich mit molekularen Spinsystemen mit langer Spinkohärenzzeit, die für die Quanteninformationstechnologie von Interesse sind. So entwickelte sie ein rationales Design von molekularen Qubits, das nicht nur die Spin-Freiheitsgrade, sondern auch die Schwingungseigenschaften von Molekülen berücksichtigt.
Sessolis Forschungen und Publikationen haben weitreichenden Einfluss auf andere Forscher. Ihre Werke wurden bislang (Stand Juni 2023) kumuliert mehr als 50.000 Mal zitiert.

## Auszeichnungen (Auswahl)
- 2000: Medaglia Nasini als beste junge anorganische Chemiker des Jahres, Società Chimica Italiana
- 2002: Gonfalone d’argento, Regionalregierung der Toskana
- 2002: CMD Europhysics Prize
- 2013:  Prix franco-italien, Société Chimique de France
- 2013: Premio Linceo per le Chimica, Accademia Nazionale dei Lincei
- 2015: Lecoq de Boisbaudran Award, European Rare Earths Society
- 2015: Fiorino d’oro, Stadtrat von Florenz
- 2015: IUPAC Distinguished Women in Chemistry award, International Union of Pure and Applied Chemistry
- 2019: Centenary Prize der Royal Society of Chemistry
- 2020: González-Ciamician Award, Real Sociedad Española de Química
- 2021: Galileo Galilei International Award, Rotary Italia
- 2023: Ehrendoktorwürde, Universität Barcelona